# 龙门镇 (临洮县)
龙门镇，是中华人民共和国甘肃省定西市临洮县下辖的一个乡镇级行政单位。

## 行政区划
龙门镇下辖以下地区：
五里铺村、廿铺村、三十铺村、大寨子村、四合村、咀下村、农盟村、青化村、蔡家庄村、马家湾村、新永村、石家铺村、韩家湾村、桑家庙村、水滩村、塔湾村和甜水沟村。